# Miconia tuckeri
Miconia tuckeri är en tvåhjärtbladig växtart som beskrevs av Henry Allan Gleason. Miconia tuckeri ingår i släktet Miconia och familjen Melastomataceae.
Artens utbredningsområde är El Salvador. Inga underarter finns listade i Catalogue of Life.